# Дьяко
Дьяко — река в России, протекает по территории Кестеньгского сельского поселения Лоухского района Карелии. Устье реки находится в 3,3 км по правому берегу реки Тавойоки.
Длина реки — 12 км. Берёт начало из озера Исо-Якялаярви на высоте 254,5 м. Далее река протекает через два безымянных озера и озеро Поломати, образуя многочисленные пороги. Затем, пересекая дорогу местного значения, втекает в реку Тавойоки на высоте 118 м.

## Данные водного реестра
По данным государственного водного реестра России относится к Баренцево-Беломорскому бассейновому округу, водохозяйственный участок реки — Ковда от истока до Кумского гидроузла, включая озёра Пяозеро, Топозеро. Речной бассейн реки — бассейны рек Кольского полуострова и Карелии, впадает в Белое море.